# Brandon Knight
Brandon Emmanuel Knight (* 2. Dezember 1991 in Fort Lauderdale, Florida) ist ein US-amerikanischer Basketballspieler, der zuletzt bei den Detroit Pistons in der NBA unter Vertrag stand. Als Combo Guard kann er sowohl die Position des Point Guards- als auch die des Shooting Guards spielen.

## Highschool
Brandon Knight galt als einer der begnadetsten Highschool-Basketballer des Landes. Während seiner Highschoolzeit an der Pine Crest School in Fort Lauderdale wurde er zweimal als Gatorade National Boys Basketball Player of the Year ausgezeichnet. Damit ist er erst der dritte Spieler nach LeBron James (2002 und 2003) und Greg Oden (2005 und 2006), dem dies gelang.
Für seine Leistung wurde er 2010 in das jährliche McDonald's All American Game, eine Auswahl der besten Highschool-Basketballspieler des Landes, berufen. Weiterhin spielte er im gleichen Jahr beim Nike Hoop Summit in Portland sowie beim Jordan Brand Classic in New York mit.

## College
Nach seiner Highschool-Karriere entschied sich Knight, für die University of Kentucky unter Head Coach John Calipari zu spielen. Er beerbte John Wall, der im gleichen Jahr in die NBA wechselte, auf der Position des Point Guards. Knight spielte eine gute Freshman-Saison und führte sein Team in das Final Four des NCAA-Division-I-Basketball-Championship-Turniers. Dort unterlag Kentucky dem Team der University of Connecticut um Kemba Walker. Nach dem Ausscheiden erklärte Brandon Knight, er werde nach einem Jahr auf dem College in die NBA wechseln.

## NBA

### Detroit Pistons und Milwaukee Bucks (2011–2015)
Bei der NBA-Draft 2011 galt Knight als einer der fünf besten Spieler des Jahrgangs. Jedoch wurde er bis an Position 8 weitergereicht und durch die Detroit Pistons ausgewählt. Knight etablierte sich in seinem ersten Jahr als startender Point Guard in Detroit und erzielte in 32,3 Minuten 12,8 Punkte, 3,2 Rebounds und 3,8 Assists. Für diese Leistungen wurde er ins NBA All-Rookie First Team berufen. Am 31. Juli 2013 wurde er zusammen mit Viacheslav Kravtsov und Khris Middleton im Tausch gegen Brandon Jennings zu den Milwaukee Bucks transferiert. Bei den Bucks übernahm er sofort die Rolle als startender Point Guard. In 56 Spielen erzielte Knight mit 17,4 Punkten, 4,9 Assists und 3,4 Rebounds jeweils Karrierebestwerte.

### Phoenix Suns, Houston Rockets und Cleveland Cavaliers (Seit 2015 bis 2020)
Im Februar 2015 wurde Knight kurz vor der Transferfrist zu den Phoenix Suns getradet. Dort ersetzt er den zu den Miami Heat gewechselten Goran Dragic. Bei den Suns verletzte er sich am Knöchel und fiel für den Rest der Saison aus. So absolvierte er nur 11 Saisonspiele für die Suns, in denen Knight auf 13,4 Punkte kam. Auch in der Saison 2015–16 hatte Knight mit Verletzungen zu kämpfen. Dennoch spielte er eine sehr gute Saison. Dabei gelang ihm am 16. November 2015 gegen die Los Angeles Lakers, sein erstes Triple Double. Beim 120:101-Sieg der Suns, erzielte Knight 30 Punkte, 15 Assists und 10 Rebounds. Mit vier Steals war Knight zudem erst der vierte Spieler in der NBA seit 1974, dem ein Triple Double mit 30 Punkten, 15 Assists, 10 Rebounds und 4 Steals gelang und nach Magic Johnson, der zweitjüngste. Nur wenige Tage später erzielte Knight mit 38 Punkten, beim 114:107-Sieg über die Denver Nuggets, einen Karriererekord. Im April erlitt Knight eine Adduktorenverletzung, womit er für den Rest der Saison ausfiel. Bis dahin stellte Knight mit 19,6 Punkten pro Spiel in 52 Saisonspielen, nach Eric Bledsoe, den zweitbesten Scorer der Sunssaison.
In der Saison 2016–17 absolvierte Knight aufgrund von Verletzungsproblemen nur 54 Spiele. Die Saison 2017–18 setzte er aufgrund eines Kreuzbandrisses komplett aus. Im Sommer 2018 wurde er zusammen mit Marquese Chriss, für die Rechte an De'Anthony Melton und Ryan Anderson zu den Houston Rockets transferiert.

### Rückkehr nach Detroit (Seit 2020)
Weder bei den Rockets noch später bei den Cleveland Cavaliers konnte Knight an seine alten Zeiten aus Phoenix-Zeit anknüpfen. Über die Cleveland Cavaliers kehrte Knight im Frühjahr 2020 wieder zurück zu den Pistons zurück.

## Erfolge
- NBA All-Rookie First Team: 2012